# Tramwaje w Stocksund
Tramwaje w Stocksund − zlikwidowany system komunikacji tramwajowej w szwedzkim mieście Stocksund.

## Historia
Linię tramwajową w Stocksund otwarto 15 października 1911 na trasie Stocksund − Långängen. W 1915 nazwę końcówki Långängen zmieniono na Långängstorp. We wrześniu 1934 zmieniono rozstaw toru z 1435 mm na 891 mm. W 1949 linię skrócono o 100 m w Långängstorp. 25 września 1966 linię zlikwidowano. 

## Tabor
Na linii eksploatowano: dwa wagony silnikowe (nr 51−52) wyprodukowane przez Arlöf/AEG w 1911 oraz jeden doczepny o nr 61 wyprodukowany przez Arlöf w 1911. Wszystkie trzy wagony eksploatowano do 1934 kiedy to zmieniono rozstaw toru. 